# Burchard von Dreileben
Burchard von Dreileben (auch Borchart van Dreinlove oder Borchart van Dreyleven; lateinisch Borgardus de Drelegen) war von 1340 bis 1345 Ordensmeister des livländischen Zweigs des Deutschen Ordens (Landmeister von Livland des Deutschen Ordens).

## Konsolidierung der Ordensmacht
Während seiner Amtszeit kam es zu Aufständen der einheimischen estnischen Bauern gegen Deutsche und Dänen, die im Aufstand in der Georgsnacht (1343/45) gipfelten. Die Feudalherren, derer die Rebellen habhaft werden konnten, wurden meist getötet. Zahlreiche Güter wurden niedergebrannt.
Burchard ließ die Aufstände in Harju (deutsch Harrien), Viru (Wierland) und auf der Insel Saaremaa (Ösel) teils blutig, teils durch Verhandlungsgeschick niederschlagen. Die vier Anführer („Könige“) der Esten wurden im Frühsommer 1343 in Paide (Weißenstein) während der Verhandlungen mit Burchard hingerichtet.
Außerdem gelang es Burchard zum Ende seiner Amtszeit, die durch innerdänische Krisen und Geldknappheit unter König Waldemar IV. geschwächten dänischen Gebiete in Alt-Livland durch Kauf zunächst 1346 dem Deutschen Orden und ein Jahr später dessen livländischem Zweig zu unterstellen. Wichtigstes Objekt war die Stadt Tallinn (Reval), die sich seit 1238 (wieder) in dänischem Besitz befunden hatte.

## Gründung von Ordensburgen
Burchard von Dreileben gab am 25. März 1342 den Befehl zum Bau der beiden neuen Ordensburgen Maasilinn (Soneburg) auf der Insel Saaremaa, das damals Ordensland war und von Aufständen erschüttert wurde, Alūksne (Marienburg) und Vastseliina (Frouwenborch oder Neuhausen) im Bistum Dorpat. Ein möglicher Grund für die Errichtung einer neuen Festung nahe an der Grenze war wahrscheinlich die Verstärkung der gegnerischen Burg von Isborsk aus den 1330er Jahren. Burchard schlug ausdrücklich dem Bischof von Dorpat vor, Krieg gegen das russische Pskow (Pleskau) zu führen.

## Ende der Amtszeit
1345 gab Burchard sein Amt als Landmeister zugunsten seines Nachfolgers Goswin von Herike (1345–1359) auf. 1346/47 war er wahrscheinlich Komtur von Tallinn.